# Tottenhill
Tottenhill är en civil parish i Storbritannien.   Den ligger i grevskapet Norfolk och riksdelen England, i den sydöstra delen av landet, 130 km norr om huvudstaden London. Antalet invånare är 231. Arean är 5,9 kvadratkilometer.
Terrängen i Tottenhill är mycket platt.